# Aleksandr Lomakin
Bản mẫu:Eastern Slavic name
Aleksandr Vladimirovich Lomakin (tiếng Nga: Александр Владимирович Ломакин; sinh ngày 14 tháng 2 năm 1995) là một cầu thủ bóng đá người Nga thi đấu cho FC Ural Yekaterinburg.

## Sự nghiệp câu lạc bộ
Anh có màn ra mắt tại Giải bóng đá Quốc gia Nga cho FC Yenisey Krasnoyarsk vào ngày 20 tháng 9 năm 2014 trong trận đấu với FC Gazovik Orenburg.